# Olympische Sommerspiele 1980/Teilnehmer (Österreich)
| Gelbes Symbol für Goldmedaillen mit stilisierten Olympischen Ringen | Graues Symbol für Silbermedaillen mit stilisierten Olympischen Ringen | Braundes Symbol für Bronzemedaillen mit stilisierten Olympischen Ringen |
| ------------------------------------------------------------------- | --------------------------------------------------------------------- | ----------------------------------------------------------------------- |
| 1                                                                   | 2                                                                     | 1                                                                       |

Österreich nahm an den Olympischen Sommerspielen 1980 in Moskau mit einer Delegation von 83 Sportlern teil, davon 64 Männer und 19 Frauen. Fahnenträger bei der Eröffnungsfeier war der Segler Karl Ferstl.

## Medaillen
In Moskau gelang der Dressurreiterin Sissy Max-Theurer mit ihrem Pferd Mon Cherie der Gewinn der Goldmedaille im Einzelwettbewerb. Am erfolgreichsten war Österreich im Segeln: Wolfgang Mayrhofer gewann im Finn-Dinghy-Wettbewerb der Herren Silber, ebenso Hubert Raudaschl und Karl Ferstl in der offenen Star-Klasse. Dazu kam eine Bronzemedaille, die der Sportschütze Gerhard Petritsch mit der Schnellfeuerpistole über 25 Meter Distanz gewann. Mit insgesamt vier Medaillenerfolgen belegte Österreich Platz 21 im Medaillenspiegel.

## Teilnehmer nach Sportart

### Bogenschießen
- Peter Mitterer
Herren, Einzel: 21. Platz

### Boxen
- Robert Pfitscher
Herren, Mittelgewicht: 9. Platz

### Gewichtheben
- Vinzenz Hörtnagl
Herren, 2. Schwergewicht: 5. Platz
- Walter Legel
Herren, Leichtgewicht: 16. Platz
- Franz Strizik
Herren, 1. Schwergewicht: DNF

### Hockey Damen
- Sabine Blemenschütz
- Eva Cambal
- Erika Csar
- Dorit Ganster
- Brigitte Kindler
- Andrea Kozma
- Patricia Lorenz
- Regina Lorenz
- Brigitta Pecanka
- Eleonore Pecanka
- Elisabeth Pistauer
- Andrea Porsch
- Friederike Stern
- Ilse Stipanovsky
  - 5. Platz

### Judo
- Franz Berger
Herren, Offene Klasse: 8. Platz
- Johann Leo
Herren, Leichtgewicht: 19. Platz
- Robert Köstenberger
Herren, Halbschwergewicht: 13. Platz
- Pepi Reiter
Herren, Halbleichtgewicht: 19. Platz
- Peter Seisenbacher
Herren, Mittelgewicht: 19. Platz

### Kanu (Rennen)
- Werner Bachmayer & Wolfgang Hartl
Herren, Kayak-Zweier, 500 m: Halbfinale
- Herbert Havlik, Hans Peter Mayr, Eduard Reisinger & Dietmar Schlöglmann
Herren, Kayak-Vierer, 1000 m: Halbfinale
- Herbert Havlik & Dietmar Schlöglmann
Herren, Kayak-Zweier, 1000 m: Halbfinale

### Leichtathletik
- Karoline Käfer
Damen, 400 m: Vorläufe
- Wolfgang Konrad
Herren, 3000 m Hindernis: Halbfinale
- Dietmar Millonig
Herren, 5000 m: 6. Platz
- Robert Nemeth
Herren, 1500 m: Halbfinale
- William Rea
Herren, Weitsprung: 15. Platz (Qualifikation)
- Johann Siegele
Herren, 20 km Gehen: 22. Platz
- Wilfried Siegele
Herren, 20 km Gehen: DNF
- Josef Steiner
Herren, Marathon: 39. Platz
- Martin Toporek
Herren, 20 km Gehen: 22. Platz
- Georg Werthner
Herren, Zehnkampf: 4. Platz
- Sepp Zeilbauer
Herren, Zehnkampf: 5. Platz

### Moderner Fünfkampf
- Alexander Topay
Herren, Einzel: 35. Platz
- Helmut Wieser
Herren, Einzel: 38. Platz

### Radsport (Straße)
- Hans Lienhart
Herren, Straßenrennen, Einzel: DNF
Herren, 100 km Mannschaftszeitfahren: 13. Platz
- Peter Muckenhuber
Herren, 100 km Mannschaftszeitfahren: 13. Platz
- Herbert Spindler
Herren, Straßenrennen, Einzel: 19. Platz
Herren, 100 km Mannschaftszeitfahren: 13. Platz
- Johann Summer
Herren, 100 km Mannschaftszeitfahren: 13. Platz
- Johann Traxler
Herren, Straßenrennen, Einzel: 36. Platz
- Kurt Zellhofer
Herren, Straßenrennen, Einzel: disqualifiziert

### Reiten
- Sissy Max-Theurer
Dressur, Einzel: Gold

### Ringen
- Bartholomäus Brötzner
Herren, Weltergewicht, Freistil: Vorrunde
- Günter Busarello
Herren, Mittelgewicht, Freistil: 7. Platz
- Reinhard Hartmann
Herren, Leichtgewicht, griechisch-römisch: 7. Platz
- Herbert Nigsch
Herren, Bantamgewicht, griechisch-römisch: Vorrunde
- Franz Pitschmann
Herren, Halbschwergewicht, griechisch-römisch: Vorrunde

### Rudern
- Wilfried Auerbach & Thomas Linemayr
Herren, Zweier ohne Steuermann: 9. Platz
- Bruno Flecker, Rainer Holzhaider, Michael Sageder & Siegfried Sageder
Herren, Doppelvierer: 10. Platz
- Raimund Schmidt
Herren, Einer: 11. Platz

### Schießen
- Heinrich Münzberger
Offene Klassen, Trap: 14. Platz
- Gerhard Petritsch
Herren, Schnellfeuerpistole 25 m: Bronze
- Hannes Rainer
Herren, Kleinkaliber liegend 50 m: 20. Platz
- Nikolaus Reinprecht
Offene Klassen, Trap: 18. Platz
- Hermann Sailer
Herren, Schnellfeuerpistole 25 m: 19. Platz
- Franz Schitzhofer
Offene Klassen, Skeet: 23. Platz
- Nicky Szapáry
Offene Klassen, Skeet: 11. Platz
- Wolfram Waibel senior
Herren, Kleinkaliber Dreistellungskampf 50 m: 24. Platz
Herren, Kleinkaliber liegend 50 m: 25. Platz

### Schwimmen
- Herwig Bayer
Herren, 100 m Freistil: Vorrunde
Herren, 100 m Rücken: Vorrunde
- Kurt Dittrich
Herren, 100 m Schmetterling: Vorrunde
- Sonja Hausladen
Damen, 100 m Schmetterling: Vorrunde
Damen, 200 m Schmetterling: Vorrunde
- Marianne Humpelstetter
Damen, 100 m Rücken: Vorrunde
- Brigitte Wanderer
Damen, 100 m Freistil: Vorrunde

### Segeln
- Karl Ferstl & Hubert Raudaschl
Offene Klassen, Star: Silber
- Hermann Kupfner & Hubert Porkert
Offene Klassen, Tornado: 7. Platz
- Wolfgang Mayrhofer
Herren, Finn Dinghy: Silber

### Wasserspringen
- Ken Grove
Herren, Kunstspringen: 15. Platz
Herren, Turmspringen: 12. Platz
- Niki Stajković
Herren, Kunstspringen: 12. Platz
Herren, Turmspringen: 8. Platz
- Michael Worisch
Herren, Kunstspringen: 21. Platz